# Arturo Albarrán
Arturo Albarrán (D.F., México, 16 de octubre de 1979) es un exfutbolista mexicano, naturalizado salvadoreño, que jugaba de mediocampista. Dadas sus capacidades y talentos ha sido llamado a formar parte de la Selección Nacional de El Salvador en las presentes (2012) eliminatorias de la CONCACAF, para ocupar un puesto en el Mundial de Fútbol Brasil 2014.

## Trayectoria
Se formó en las inferiores del Pumas y jugó con el equipo mayor de 1999 a 2001. De ahí pasó a ver acción en la primera A de México, con las Chivas de Tijuana (2002-2003), Orizabal (2002-2003), Lagartos de Tabasco (2003-2004) y Atlético Mejiquense (2004-2005). Llegó al Alianza para el Apertura 2005.

## Clubes
| Club                                      | País           | Año       | Partidos | Goles |
| ----------------------------------------- | -------------- | --------- | -------- | ----- |
| Club Universidad Nacional                 | México         | 1999-2001 |          |       |
| Nacional Tijuana                          | México         | 2002      |          |       |
| Albinegros de Orizaba                     | México         | 2003      |          |       |
| Caimanes de Tabasco                       | México         | 2003-2004 |          |       |
| Atlético Mexiquense                       | México         | 2004-2005 |          |       |
| Alianza Fútbol Club                       | El Salvador    | 2005-2008 |          |       |
| Club Deportivo Águila                     | El Salvador    | 2008-2010 |          |       |
| Hollywood United                          | Estados Unidos | 2011      |          |       |
| Club Deportivo Universidad de El Salvador | El Salvador    | 2011-2012 | 21       | 2     |
| Alianza Fútbol Club                       | El Salvador    | 2012-2013 | 52       | 1     |
| Club Zacatepec                            | México         | 2014      | 11       | 0     |